# 阿列伊河
阿列伊河（俄语：Алей）是俄羅斯的河流，位於阿爾泰邊疆區境內，屬於鄂畢河的支流。
阿列伊河沿途河畔的城鎮有魯布佐夫斯克和阿列伊斯克。
52°51′16″N 83°36′59″E / 52.85444°N 83.61639°E